# Postelativ
Postelativ (förkortat: POSTEL) är ett grammatiskt kasus som anger platsen bakifrån.
Kasuset förekommer i det nordöstkaukasiska språket lezginska.